# Зингоренко, Григорий Исаакович
Григорий Исаакович Зингоренко — советский хозяйственный, государственный и политический деятель.

## Биография
Родился в 1895 году в Киеве. Член КПСС.
С 1919 года — на хозяйственной, общественной и политической работе. 
В 1919—1973 гг. — красноармеец, выпускник Киевского политехнического института, инженер-строитель на строительстве мостов в Украинской ССР, в Москве, в том числе Большой Каменного моста и метромоста, участник Великой Отечественной войны, главный инженер Управления военно-восстановительных и заградительных работ на Воронежском и Украинском фронтах, главный инженер Главмостостроя Министерства транспортного строительства СССР, технический консультант строительства мостов в КНР, Румынии, НРБ (Мост дружбы через Дунай), главный конструктор проектов специального КБ Главмостстроя
Лауреат Сталинской премии 1948 года за коренное усовершенствование гидромеханизации кессонных работ, обеспечившее резкое снижение стоимости работ, улучшение условий и повышение производительности труда.
Лауреат Ленинской премии[уточнить].
Умер в Москве в 1973 году.